# Powiat de Dzierżoniów
Le powiat de Dzierżoniów (en polonais : powiat dzierżoniowski) est un powiat appartenant à la voïvodie de Basse-Silésie dans le sud-ouest de la Pologne.

## Division administrative
Le powiat comprend 7 communes :
- Commune urbaine : Bielawa, Dzierżoniów, Pieszyce, Piława Górna
- Commune urbaine-rurale : Niemcza
- Communes rurales : Dzierżoniów, Łagiewniki
- Villes: Bielawa, Dzierżoniów, Pieszyce, Piława Górna, Niemcza

## Environs
- Arboretum de Wojsławice
- Château de Gola Dzierżoniowska
- Niemcza
- Wrocław